# カール・グスタフ・ケンプ
カール・グスタフ・ケンプ（Karl Gustav Kempf）は、田中芳樹のSF小説（スペース・オペラ）『銀河英雄伝説』の登場人物。銀河帝国側の主要人物。 
作中での呼称は「ケンプ」。

## 概要
ローエングラム陣営の主要提督の一人。元はワルキューレ乗りで撃墜王の異名を取った異色の経歴を持ち、勇猛な将官として知られる。乗艦はヨーツンハイム（OVA版）、ガルフピッゲン（ノイエ版）。ラインハルトが元帥府を開いた際に登用され、主要提督らの中でも初期から登場した人物だが（第1巻）、キルヒアイスを除く主要提督らの中で最初に亡くなった人物でもあり（第3巻）、登場及び活躍は少ない。最終階級は上級大将（大将から戦死による特進）。
本編での初登場はラインハルトの元帥府開設に伴う登用から（第1巻）。時系列上の初登場は第6次イゼルローン攻防戦である（外伝3巻『千億の星、千億の光』）。道原版ではユリアンの初陣や第8次イゼルローン攻防戦が省略されたまま皇帝誘拐編となったため登場しない。 

## 副官・幕僚
- フーセネガー中将（参謀長）
- アイヘンドルフ少将（分艦隊指揮官）
- パトリッケン少将（艦隊指揮官）
- ルビッチ大尉（副官）
- リュッケ少尉（新任士官、アムリッツァ会戦前哨戦）

## 略歴
単座式戦闘艇「ワルキューレ」乗りとして活躍し撃墜王と呼ばれる。
時系列上の初登場は帝国暦485年の第6次イゼルローン攻防戦で戦艦の艦長。階級は大佐。この時は、総司令部の無策に啖呵を切り、巧みな操艦で死地を脱する。ただし、OVA版ではこの時点ではまだワルキューレのパイロットである。
本編での初登場はラインハルトの元帥府開設に伴う高級幹部の登用で、ミッターマイヤーやロイエンタール、ビッテンフェルトと共に名前が登場する。階級は中将。
帝国暦487年の同盟軍の帝国領侵攻作戦では、10月10日の一斉反攻においてヤン艦隊を攻撃することとなる。指示は的確であったが強かなヤン艦隊の逆撃を受け、後退再編中に逃げられてしまう。アムリッツァの戦いの前哨戦において唯一の帝国軍の敗北となる。続くアムリッツァの戦いにも参戦し、具体的な戦闘描写はないものの、戦後、他の僚友らと共にラインハルトから武勲を称賛され、昇進を約束される。
帝国暦488年のリップシュタット戦役には参加しているが、戦役中には名前はまったくでてこない。ただし、前段となるリップシュタット盟約が結ばれたことをラインハルトに報告する役回りで登場しているほか、キルヒアイス暗殺事件時はアンスバッハを取り押さえ、その後の首都星オーディン制圧にも名が登場する。戦役後に他の僚友らと共に大将に昇進。
ラインハルトの全権掌握後は、イゼルローン方面の警備を担当する。帝国暦489年1月の回廊内での同盟軍と帝国軍の偶発戦闘では責任者としてラインハルトに陳謝し、許されている。ただ、この失態が汚名返上の機会として続く第8次イゼルローン攻防戦の司令官に任命された一因となる。
帝国暦489年、ガイエスブルク要塞を移動させてイゼルローン攻略に用いた第8次イゼルローン攻防戦において計画責任者及び作戦司令官に任命される。ヤン不在のイゼルローン要塞に対して正攻法で挑み苦しめるが陥落には至らず、さらにヤン不在を推測したミュラーの進言を一蹴し、戦線を膠着させる。最終局面でヤン率いる同盟の援軍到着の報を受けて各個撃破策を立案するが、援軍側のヤン、要塞側のユリアンに計画を見破られて逆に挟撃を受け大敗。最期は、ガイエスブルク要塞をイゼルローン要塞にぶつける強攻策に打って出るが、想定内だったヤンに対応策を取られ、要塞の爆発で戦死する。
総司令官が死亡、損害率9割という、それまで常勝してきたローエングラム陣営において初めての大敗であったが、ラインハルトから死を以って償ったとされ、上級大将に特進する。なお、ラインハルトの主要提督で元帥になれなかったのは彼とレンネンカンプだけである。

## 人物・能力
茶色の髪を短く刈り、ずば抜けた長身でそれを感じさせないほど横幅も広い偉丈夫。花崗岩の風格のある容貌を持つとも表現される。妻子がある壮年の人物で、第8次イゼルローン攻防戦において36歳。主要提督達の中ではやや年長に属する。
豪放にして公明正大、統率力も勇気も非凡と評される。実直な軍人として実務的な面を持つ一方で、第8次イゼルローン攻防戦ではわざわざ挨拶してから正面決戦を挑むなど、古風なところもあり、ミュラーからは分別をわきまえた尊敬に値する武人と評される。先述のように元はワルキューレのエースパイロットであったが、その後、艦隊指令としてもその適性を示す。ラインハルトより最初期に中将待遇で迎えられただけの能力はあるが、他の同僚提督と比較するといささか柔軟性に欠け、常識・常道に拘り過ぎる面がある。さらに元来の性格に加えて、自分より年下のミッターマイヤー、ロイエンタールが上級大将の地位にいる焦りを持ち、武勲を上げることに心血を注いでいることも結果として彼の限界を示すことに繋がってしまう。
戦死を遂げることとなる第8次イゼルローン攻防戦では終始、器の小ささや欠点を露呈させてしまう。交戦中にも自分達の戦功によって「ケンプ＝ミュラー回廊」と呼ばれるようになるかもしれないなどと自分を律することができない発言を行い、「冗談であるにせよ、このような大言壮語をかるがるしく口にする男ではなかった」と副司令官のミュラーから当惑される。正面決戦を挑んで当初の予想から外れて戦線が膠着すると、失態をおかしたミュラーを感情を露わにして必要以上に咎め後方に待機させ、さらにヤン不在を推測したミュラーにそんなはずは無いと一顧だにせず否定する。さらには戦況が芳しくないにもかかわらず「我が軍有利」と本国に報告してしまい、最終的には損失9割という異様な大敗を喫す。ただし、思考の硬さについては、そもそも重要拠点に最高司令官が不在というのは確かに常識的にありえず、また要塞をぶつけるという戦術もラインハルトやヤンといった凡庸ならざる名将でなければ思いつかぬ戦術だとフォローされている。また、終盤の各個撃破策もそれ自体は、（不安もあるが）成功すれば用兵の芸術家と称揚される見事な策だとミュラーに評されている。
ゲームでは元空戦のエースであった点が再現されており、ボーステック社製のゲームでは艦隊の過半が空母で占められ、また空戦において最高値に近い数値に設定されている。

## 家族
妻と2人の息子がいる。長男はグスタフ・イザーク・ケンプ。次男はカール・フランツ・ケンプ。

## 声優
- 玄田哲章（OVA版）
- 安元洋貴（Die Neue These）